# Ticket to Ride
«Ticket to Ride» (название буквально переводится как «Билет до Райда» или «Билет для поездки», но смысл названия неоднозначен, см. ниже раздел «Значение названия песни») — песня группы «Битлз», впервые выпущенная в виде сингла 9 апреля 1965 года, вошедшая также в альбом Help!. Песня была записана 15 февраля 1965 года в студии «Эбби-Роуд».
В 2004 году песня заняла 384-ю позицию в рейтинге «500 величайших песен всех времён» по версии журнала Rolling Stone. Британский журнал New Musical Express включил данную композицию в свой список «500 величайших песен всех времён», разместив её в нём на 311-й позиции.

## История песни
Песня была написана Джоном Ленноном (приписана, как это обычно делалось, Леннону и Маккартни, несмотря на то, что вклад Маккартни в эту песню остаётся под вопросом). По словам Леннона, вклад Маккартни ограничился только «той манерой, которой Ринго играл на ударных». Однако, сам Маккартни отмечал, что эту песню они «написали вместе… Мы сели и работали над ней полные три часа».
По словам Леннона, завершающий фрагмент песни (со словами «My baby don’t care») был одним из его самых любимых фрагментов всей песни. После распада «Битлз» Леннон с гордостью заявлял, что композиция «Ticket to Ride» была предтечей жанра «хеви-метал» из-за гудящего баса, часто повторяющихся ударных и перегруженных гитарных партий.

## Значение названия песни
Происхождение названия песни не вполне ясно, существует несколько возможных трактовок:
- «Городок Райд на острове Уайт» — двоюродная сестра Маккартни с мужем содержали в этом городе паб; в начале 1960-х Маккартни и Леннон автостопом добирались до этого города (по версии Маккартни, представленной Барри Майлсу)[7][8].
- «Девушка, которая уходит (to ride out) от того, кто ведёт повествование»[8][9].
- Оборот Ticket to ride был якобы выдуман Ленноном в отношении карточек о состоянии здоровья, которые выдавались гамбургским проституткам в 1960-е годы[9] («Битлз» играли в Гамбурге на заре своей музыкальной карьеры; в то время слово «ride/riding» стало сленговым выражением для обозначения сексуальной связи).
- Существует также миф (озвученный американским радиоведущим Кейзи Кейсемом) о том, что изначально песня была якобы написана и записана как «Ticket to Rye» (Рай — городок в Восточном Суссексе), однако название песни было изменено ради слушателей из США и других стран, которые, возможно, не поняли бы отсылки к этому городу.

## Запись и выход песни
Песня была записана в течение трёхчасовой сессии в студии «Эбби-Роуд» 15 февраля 1965 года — это была первая сессия, посвящённая альбому Help!. Для записи песни участники группы впервые применили новый для себя способ — если раньше они записывали все партии одновременно, как бы имитируя живое выступление, то в этот раз отдельные партии на разных дорожках записывались раздельно: сначала была записана партия баса и ударных, затем — ритм- и соло-гитара, затем вокал Джона Леннона (было записано две партии, которые потом были сведены в одну) и, наконец, бубен, подголоски и хлопки, которые заняли четвёртую дорожку. При записи этой песни Маккартни впервые исполнял партию соло-гитары.
Песня «Ticket to Ride» была выпущена 9 апреля 1965 года в Великобритании и 19 апреля в США на одноимённом сингле (на обратной стороне находилась песня «Yes It Is»). В США песня занимала первую позицию Billboard Hot 100 в течение недели, в Великобритании она лидировала в UK Singles Chart в течение трёх недель.

## В записи участвовали
- Джон Леннон — дважды записанный и сведённый вокал, ритм-гитара
- Пол Маккартни — подголоски, бас- и соло-гитара
- Джордж Харрисон — 12-струнная ритм-гитара, соло-гитара
- Ринго Старр — ударные, бубен

## Приём критикой
Многие критики (в их числе Ричи Унтербергер и Иэн Макдональд) восприняли песню «Ticket to Ride» как значимое событие на пути развития музыкального стиля «Битлз». Антербергер отмечал, что «ритм в „Ticket to Ride“ жёстче и тяжелее, чем во всех предыдущих выступлениях „Битлз“, особенно в отношении отбивок Ринго Старра». МакДональд отметил, что эта песня «психологически глубже всего, что „Битлз“ записали до сих пор».

## Кавер-версии
Среди известных перепевок песни можно упомянуть:
- Перепевка дуэтом The Carpenters в жанре медленной баллады в 1969 году для дебютного альбома Offering. Ими же песня была перезаписана в 1974 году для включения в альбом Greatest Hits.
- Пионеры хард-рока Vanilla Fudge записали кавер-версию в 1967 году.
- Песня была перепета также группами Hüsker Dü, The Fifth Dimension, The Punkles, Kids Incorporated и Atomic Kitten.

## Культурное влияние
- Оркестрованная версия песни еле различима в окончании свежих изданий альбома The Dark Side of the Moon группы Pink Floyd. Вероятнее всего, это — ошибка режиссёров записи: и «Битлз», и Pink Floyd записывались в «Эбби-Роуд».
- С песней «Ticket to Ride» перекликается песня «Artificial Energy» группы The Byrds с альбома The Notorious Byrd Brothers (1968).

## Интересно
- Песня «Ticket to Ride» стала первой песней «Битлз», чья длительность превысила 3 минуты[8].